# Michele Lupo
Michele Lupo, né le 4 décembre 1932 à Corleone et mort le 27 juin 1989 à Rome, est un réalisateur italien.

## Filmographie partielle
- 1962 : Maciste contre les géants (Maciste, il gladiatore più forte del mondo)
- 1963 : Le Retour des Titans ou Hercule et les Titans (Maciste, l'eroe più grande del mondo)
- 1964 : La Vengeance de Spartacus (La vendetta di Spartacus)
- 1964 : Les Gladiateurs les plus forts du monde (Gli schiavi più forti del mondo)
- 1965 : Deux Pistoleros au Far West (Per un pugno nell'occhio)
- 1965 : Les Sept Gladiateurs rebelles (Sette contro tutti)
- 1966 : Arizona Colt (Il pistolero di Arizona)
- 1967 : Coup de maître au service de sa majesté britannique (Colpo maestro al servizio di Sua Maestà britannica)
- 1967 : Qui êtes-vous inspecteur Chandler ? (Troppo per vivere… poco per morire)
- 1968 : Opération fric (Sette volte sette)
- 1970 : Le Week-end des assassins (Concerto per pistola solista)
- 1970 : Una storia d'amore (it)
- 1971 : Méfie-toi Ben, Charlie veut ta peau (Amico, stammi lontano almeno un palmo)
- 1972 : Un homme à respecter (Un uomo da rispettare)
- 1972 : Un polyvalent pas comme les autres (Stanza 17-17 palazzo delle tasse, ufficio imposte)
- 1973 : L'Homme aux nerfs d'acier (Dio, sei proprio un padreterno!)
- 1976 : Africa Express
- 1977 : Adios California
- 1978 : Mon nom est Bulldozer (Lo chiamavano Bulldozer)
- 1979 : Le Shérif et les Extra-terrestres (Uno sceriffo extraterrestre - poco extra e molto terrestre)
- 1980 : Faut pas pousser (Chissà perché... capitano tutte a me)
- 1981 : On m'appelle Malabar
- 1982 : Capitaine Malabar dit La Bombe (Bomber)